# Santo Gangemi

Erzbischofswappen von Santo Gangemi

Santo Rocco Gangemi (* 16. August 1961 in Messina) ist ein italienischer Geistlicher, römisch-katholischer Erzbischof und Diplomat des Heiligen Stuhls.

## Leben
Santo Gangemi empfing am 28. Juni 1986 durch Erzbischof Ignazio Cannavò in der Kathedrale von Messina die Priesterweihe.
Papst Benedikt XVI. ernannte ihn am 27. Januar 2012 zum Titularerzbischof von Umbriatico und Apostolischen Nuntius auf den Salomonen. Die Bischofsweihe spendete ihm der Kardinaldekan, Angelo Kardinal Sodano, am 17. März desselben Jahres; Mitkonsekratoren waren Calogero La Piana SDB, Erzbischof von Messina-Lipari-Santa Lucia del Mela, und Giovanni Angelo Becciu, Substitut des Staatssekretariates. Sein Wahlspruch Vide ut sileas („Sieh zu, dass du still bist“) entstammt dem Buch Jesaja (Jes 7,4 ). Am 24. März 2012 wurde er zudem zum Apostolischen Nuntius in Papua-Neuguinea bestellt. Von seinen Ämtern trat er am 16. April 2013 zurück.
Am 6. November 2013 ernannte ihn Papst Franziskus zum Apostolischen Nuntius in Guinea. Am 5. Februar 2014 wurde er zusätzlich Apostolischer Nuntius in Mali. Papst Franziskus bestellte ihn am 25. Mai 2018 zum Apostolischen Nuntius in El Salvador. Am 12. September 2022 ernannte ihn Papst Franziskus zum Apostolischen Nuntius in Serbien.